# الحزب الوطني الديمقراطي (بولندا)
الحزب الوطني الديمقراطي (بالبولندية: Stronnictwo Narodowo-Demokratyczne)، هو حزب سياسي بولندي، أسسه رومان دومسكي عام 1897 لتمثيل الاتجاه الديمقراطي الوطني في الانتخابات، فقد كان معارضاً سياسياً بالحزب الاشتراكي البولندي. في عام 1919، عندما استعادت بولندا استقلالها، تحول الحزب الوطني الديمقراطي إلى الاتحاد الوطني الشعبي.